# جاك كامبل (لاعب هوكي جليد)
جاك كامبل (بالإنجليزية: Jack Campbell)‏ هو لاعب هوكي جليد أمريكي، ولد في 9 يناير 1992 في بورت هورون في الولايات المتحدة.

## وصلات خارجية
- جاك كامبل على موقع دوري الهوكي الوطني (الإنجليزية)
- جاك كامبل على موقع EliteProspects.com (الإنجليزية)
- جاك كامبل على موقع Eurohockey.com (الإنجليزية)
- جاك كامبل على موقع HockeyDB.com (الإنجليزية)
- جاك كامبل على موقع Hockey-Reference.com (الإنجليزية)